# ماکسیم اسلایسر
ماکسیم اسلایسر (اوکراینی: Максим Максимович Слюсар؛ زادهٔ ۱ ژوئیهٔ ۱۹۹۷) بازیکن فوتبال اهل اوکراین است.
از باشگاه‌هایی که در آن بازی کرده‌است می‌توان به باشگاه فوتبال زوریا لوهانسک اشاره کرد.
وی همچنین در تیم ملی فوتبال Ukraine U16 بازی کرده‌است.